# INGグループ
INGグループ（蘭: ING Groep N.V.）は、オランダ発祥の総合金融機関。INGはInternationale Nederlanden Groepの意。本社はアムステルダム。世界50ヶ国以上で銀行業務などを展開。
株式をユーロネクスト・アムステルダムとニューヨーク証券取引所に上場しており（Euronext: INGA 、NYSE: ING）、ユーロネクスト・アムステルダムではAEX指数の採用銘柄となっている。

## 歴史
- 1991年 - オランダの大手保険会社ナショナーレ・ネーデルランデン（Nationale-Nederlanden）と、オランダの郵便貯金を前身とする銀行NMBポストバンクとの合併で発足。
- 1995年 - ベアリングス銀行を買収。
- 1997年 - INGダイレクトがカナダで業務開始。ニューヨーク証券取引所に上場。Equitable of Iowaを買収。
- 1998年 - グループ・ブリュッセル・ランバートの子会社Banque Bruxelles Lambert (BBL)を買収。
- 2000年 - アメリカのReliaStar、Aetna Financial Services および Aetna Internationalを買収。INGダイレクトがアメリカで業務開始。
- 2001年 - メキシコのSeguros Comercial Americaの経営権を獲得。
- 2003年 - INGダイレクトが英国で業務開始。ドイツの銀行DiBaを完全子会社化。
- 2004年 - アリアンツのカナダにおける損害保険事業を買収。
- 2005年 - 中国の北京銀行に19.9%出資。
- 2007年 - トルコのOyak bankを買収。タイのタイ軍人銀行に30%出資。
- 2009年 - 保険部門と資産運用部門の経営分割を発表。
- 2013年 - 保険部門と資産運用部門をNNグループとして分離（2016年に株式全額売却[2]）。
- 2015年 - 日本法人のアイエヌジー生命保険株式会社、アイエヌジー投信株式会社がそれぞれ商号変更の上、NNグループへ移行。
- 2018年 - 9月4日オランダ検察当局へ和解金７億7500万ユーロ（不当利得1億ユーロ込み）を支払うことに合意した。2010-16年にかけて措置を怠りINGの銀行口座を資金洗浄に使わせた疑い。世界金融危機より継続している調査で国際通信業者VEONがＩＮＧ口座で資金洗浄したケースが氷山の一角とされており、政治問題としてもウズベキスタン元大統領イスラム・カリモフの娘グリナラ・カリモヴァが所有する企業に数百万ドルの賄賂を送金したケースが発覚したという。VEONは多様な機関投資家の所有する企業であるが、2017年12月30日の主要株主としてファラロン（Farallon Capital, 1.68%）、フィデリティ・インベストメンツ（1.12%）、モルガン・スタンレー（0.89%）、BNPパリバ（0.83%）、エクソール（0.76%）、プルーデンシャル（0.57%）、バンカメ（0.49%）を挙げることができる。[3][4][5]

## 日本におけるINGグループ
日本では現在、ホールセール部門のINGホールセールバンキングが、東京（明治生命館）にオフィスを持ち、法人などの大口顧客を対象とした営業活動を行っている。なお日本でのリテール事業に関しては、2015年にNNグループに移行している。

## スポーツスポンサー
- 2007年シーズンより2009年シーズン途中まで、マイルドセブンに代わりルノーF1チームのメインスポンサーとなっていた。なお、同チームは過去にコンストラクターズチャンピオンを2回獲得しているチームである。本来であれば2009年いっぱいスポンサー活動を続ける予定であったが、同チームが2008年シンガポールGPにおいて意図的なクラッシュを起こし、チーム戦略を優位に進めたこと(クラッシュゲート)が判明、シーズン途中で契約を打ち切った。
- サッカーオランダ代表のオフィシャルスポンサーをつとめている
- F1世界選手権のグランプリ、タイトル・スポンサーをつとめている。
  - 2007年 オーストラリアグランプリ・ベルギーグランプリ
  - 2008年 オーストラリアグランプリ・ハンガリーグランプリ・ベルギーグランプリ
  - 2009年 オーストラリアグランプリ・トルコグランプリ・ハンガリーグランプリ・ベルギーグランプリ
- AFCアジアカップ2007のオフィシャルスポンサーをつとめている。
- AFCチャンピオンズリーグ2008のオフィシャルスポンサーをつとめている
- ニューヨークシティマラソンのタイトル・スポンサーをつとめている。
- エールディビジ所属アヤックス・アムステルダムのオフィシャルスポンサーをつとめていたが2008年エイゴン社の参入により撤退した。

## INGハウス

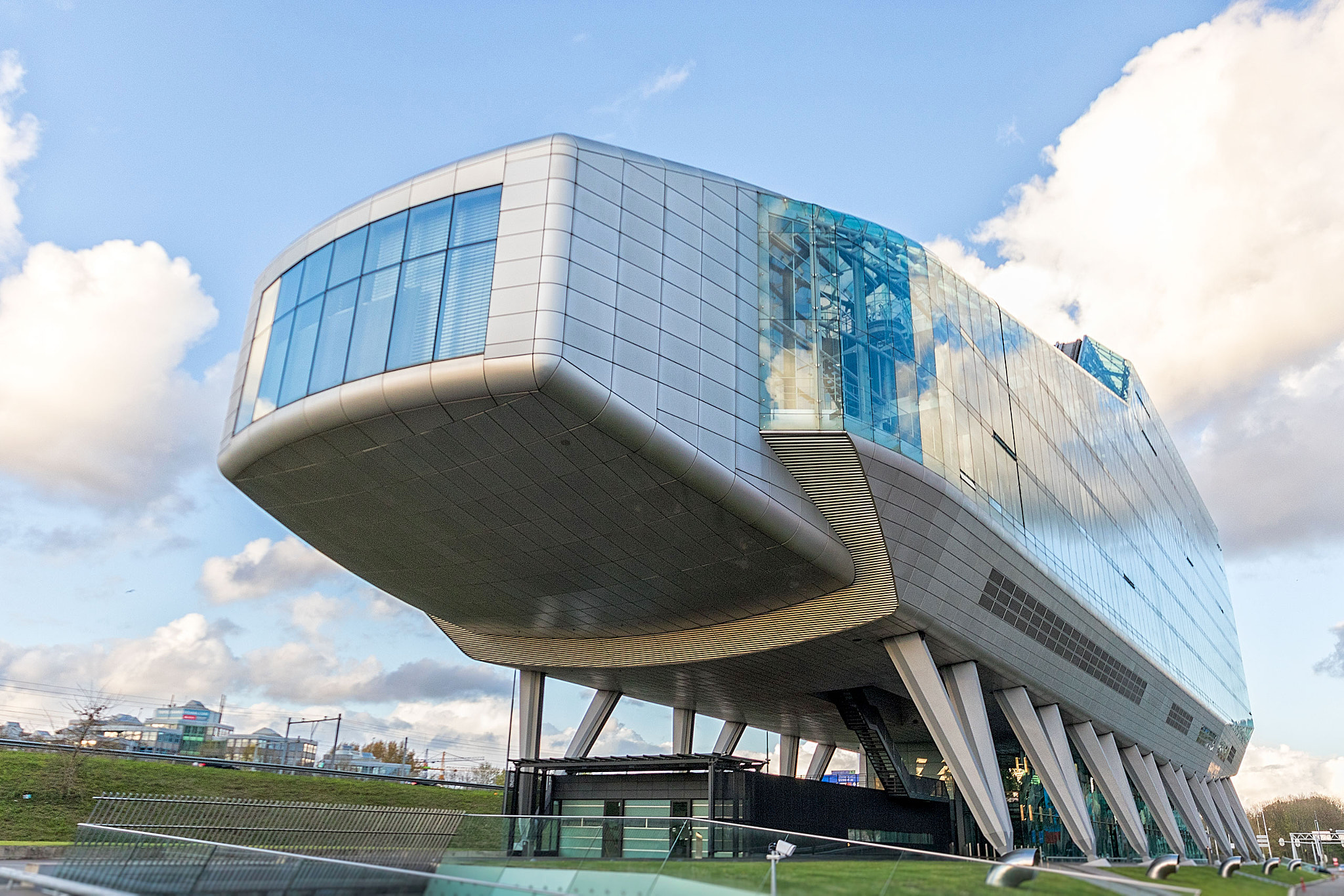
本社として使用されていたINGハウス

アムステルダムにあるING Houseは2000年から2012年までINGグループの本社として利用されていた。デザイナーメイエルとファン・スホーテンによって設計された建築物。その奇抜なデザインから観光名所としても人気が高く、外装が靴に似ていることから「お金のなる靴」と呼ばれている。社内は一部公開されており一般の人も見学することが可能。